# Нельсон, Рой
Рой Нельсон (англ. Roy Nelson; род. 20 июня 1976, Лас-Вегас, Невада, США) — профессиональный боец смешанного стиля из Лас-Вегаса. Победитель 10 сезона реалити-шоу The Ultimate Fighter, в первом бою на шоу Рой выступал против популярного уличного бойца Кимбо Слайса, над которым одержал победу. Также ему удалось победить ещё одного не менее популярного бойца Брендона Шауба в финале программы. Именно после победы в TUF он начал свою карьеру в UFC. Нельсон начал заниматься смешанными единоборствами с обучения бразильскому джиу-джитсу под руководством Рензо Грейси, в котором он получил чёрный пояс.

## Карьера в UFC
Первую победу одержал в финале шоу TUF, нокаутировав Брендона Шауба, вторая победа — над Стефаном Стрюве, которого Нельсон отправил в нокаут на 21-й секунде 4-й минуты в первом раунде, третья — над легендарным бойцом и чемпионом Pride Openweight Grand Prix Мирко Крокопом и четвертую победу над Дейвом Херманом, за которую он получил награду «Лучший нокаут вечера»
Несмотря на то, что Нельсон из последних пяти боев в UFC выиграл всего два, он имеет репутацию хорошего бойца с нокаутирующим ударом. Проигрывал Фрэнку Миру, Джуниору Дос Сантосу и Фабрисио Вердуму.
Следующим соперником Нельсона на UFC 146 должен был стать Алистер Оверим, но из-за того, что тот был пойман на допинге, файт-кард турнира пришлось изменить, и соперником Нельсона стал Дейв Херман. На 51-й секунде первого раунда бой закончился нокаутом в пользу Нельсона. Джо Роган заявил в прямом эфире, что когда Херман встал, он понятия не имел, где он находится.
12 июля 2012 года было объявлено о том, что Нельсон является тренером на реалити-шоу, которое он когда-то выиграл, The Ultimate Fighter. Его оппонентом по тренерскому лагерю станет Шейн Карвин, и их бой в финале ожидается 15 декабря 2012 года на турнире UFC: The Ultimate Fighter 16 Finale . Даже после 4 поражений в последних 5 боях руководство UFC не задумывалось над увольнением Нельсона из организации. Рой смог оправдать оказанное ему доверие, прервав свою проигрышную серию из двух матчей победой над Джаредем Рошолтом 7-го февраля 2016 года единогласным решением судей. На следующем турнире под эгидой UFC Рой встретился с Дерреком Льюсом, и уступил спорным решением судей.

## Награды и достижения
- Ultimate Fighting Championship
  - The Ultimate Fighter: Heavyweights Tournament Winner
  - Fight of the Night (One time)
  - Knockout of the Night (Three times)
- International Fight League
  - IFL Heavyweight Championship (One time; first; last)
  - IFL 2007 Heavyweight Grand Prix Champion
  - Most consecutive title defenses in the Heavyweight division (2)
  - Tied (Ryan Schultz) for most consecutive title defenses in the IFL (2)
  - Tied (Ryan Schultz) for most title defenses in the IFL (2)
- Rage on the River
  - Rage on the River Heavyweight Tournament Winner

### Submission grappling
- Abu Dhabi Combat Club
  - 2003 ADCC Submission Wrestling World Championships Quarterfinalist
- Grapplers Quest
  - 2003 Grapplers Quest Superfight Champion

## Статистика в MMA
| Боёв 40  | Побед 23 | Поражений 17 |
| -------- | -------- | ------------ |
| Нокаутом | 15       | 3            |
| Сдачей   | 4        | 0            |
| Решением | 4        | 14           |

| Результат | Рекорд | Соперник            | Способ                                   | Турнир                                    | Дата             | Раунд | Время | Место                      | Примечание                                          |
| --------- | ------ | ------------------- | ---------------------------------------- | ----------------------------------------- | ---------------- | ----- | ----- | -------------------------- | --------------------------------------------------- |
| Поражение | 23-19  | Валентин Молдавский | Единогласное решение                     | Bellator 244                              | 21 августа 2020  | 3     | 5:00  | Анкасвилл, США             |                                                     |
| Поражение | 23-18  | Фрэнк Мир           | Единогласное решение                     | Bellator 231                              | 25 октября 2019  | 3     | 5:00  | Анкасвилл, США             |                                                     |
| Поражение | 23-17  | Мирко Филипович     | Единогласное решение                     | Bellator 216                              | 16 февраля 2019  | 3     | 5:00  | Анкасвилл, США             |                                                     |
| Поражение | 23-16  | Сергей Харитонов    | KO (удар и добивание)                    | Bellator 207                              | 12 октября 2018  | 1     | 4:59  | Анкасвилл, США             |                                                     |
| Поражение | 23-15  | Мэтт Митрион        | Решение (большинством судейских голосов) | Bellator 194                              | 16 февраля 2018  | 3     | 5:00  | Коннектикут, США           | Четвертьфинал Гран-при тяжеловесов Bellator 2018    |
| Победа    | 23-14  | Хави Айяла          | Единогласное решение                     | Bellator 183                              | 24 сентября 2017 | 3     | 5:00  | Сан-Хосе (Калифорния), США |                                                     |
| Поражение | 22-14  | Александр Волков    | Единогласное решение                     | UFC on Fox: Johnson vs. Reis              | 15 апреля 2017   | 3     | 5:00  | Канзас-Сити, США           |                                                     |
| Победа    | 22-13  | Антониу Силва       | KO (удары)                               | UFC Fight Night: Cyborg vs. Lansberg      | 24 сентября 2016 | 2     | 4:10  | Бразилиа, Бразилия         |                                                     |
| Поражение | 21-13  | Деррик Льюис        | Раздельное решение судей                 | UFC Fight Night: dos Anjos vs. Alvarez    | 7 июля 2016      | 3     | 5:00  | Лас-Вегас, США             |                                                     |
| Победа    | 21-12  | Джаред Рошолт       | Единогласное решение судей               | UFC Fight Night: Hendricks vs. Thompson   | 6 февраля 2016   | 3     | 5:00  | Лас-Вегас, США             |                                                     |
| Поражение | 20-12  | Джош Барнетт        | Единогласное решение судей               | UFC Fight Night: Barnett vs. Nelson       | 27 сентября 2015 | 5     | 5:00  | Сайтама, Япония            |                                                     |
| Поражение | 20-11  | Оверим Алистар      | Единогласное решение судей               | UFC 185                                   | 14 марта 2015    | 3     | 5:00  | Даллас, США                |                                                     |
| Поражение | 20-10  | Марк Хант           | KO (удары)                               | UFC Fight Night: Hunt vs. Nelson          | 20 сентября 2014 | 2     | 3:00  | Сайтама, Япония            |                                                     |
| Победа    | 20-9   | Родригу Ногейра     | KO (удары)                               | UFC Fight Night: Nogueira vs. Nelson      | 11 апреля 2014   | 1     | 3:37  | Абу-Даби, ОАЭ              | Выступление вечера.                                 |
| Поражение | 19-9   | Дэниел Кормье       | Единогласное решение                     | UFC 166                                   | 19 октября 2013  | 3     | 5:00  | Хьюстон, США               |                                                     |
| Поражение | 19-8   | Стипе Миочич        | Единогласное решение                     | UFC 161                                   | 15 июня 2013     | 3     | 5:00  | Виннипег, Канада           |                                                     |
| Победа    | 19-7   | Чейк Конго          | KO (удары)                               | UFC 159                                   | 27 апреля 2013   | 1     | 2:03  | Ньюарк, США                | Нокаут вечера.                                      |
| Победа    | 18-7   | Мэтт Митрион        | TKO (удары)                              | The Ultimate Fighter 16 Finale            | 15 декабря 2012  | 1     | 2:58  | Лас-Вегас, США             |                                                     |
| Победа    | 17-7   | Дэйв Херман         | KO (удары)                               | UFC 146                                   | 26 мая 2012      | 1     | 0:51  | Лас-Вегас, США             | Нокаут вечера.                                      |
| Поражение | 16-7   | Фабрисиу Вердум     | Единогласное решение                     | UFC 143                                   | 4 февраля 2012   | 3     | 5:00  | Лас-Вегас, США             | Бой вечера.                                         |
| Победа    | 16-6   | Мирко Филипович     | TKO (удары)                              | UFC 137                                   | 29 октября 2011  | 3     | 1:30  | Лас-Вегас, США             |                                                     |
| Поражение | 15-6   | Фрэнк Мир           | Единогласное решение                     | UFC 130                                   | 28 мая 2011      | 3     | 5:00  | Лас-Вегас, США             |                                                     |
| Поражение | 15-5   | Жуниор дус Сантус   | Единогласное решение                     | UFC 117                                   | 7 августа 2010   | 3     | 5:00  | Окленд, США                |                                                     |
| Победа    | 15-4   | Стефан Стрюве       | TKO (удары)                              | UFC Fight Night: Florian vs. Gomi         | 31 марта 2010    | 1     | 0:39  | Шарлотт, США               | Нокаут вечера.                                      |
| Победа    | 14-4   | Брендан Шауб        | KO (удары)                               | The Ultimate Fighter: Heavyweights Finale | 5 декабря 2009   | 1     | 3:45  | Лас-Вегас, США             | Won the TUF 10 tournament; Knockout of the Night.   |
| Поражение | 13-4   | Джефф Монсон        | Единогласное решение                     | SRP: March Badness                        | 21 марта 2009    | 3     | 5:00  | Пенсакола, США             |                                                     |
| Поражение | 13-3   | Андрей Орловский    | KO (удары)                               | EliteXC: Heat                             | 4 октября 2008   | 2     | 3:14  | Санрайз, США               |                                                     |
| Победа    | 13-2   | Брэд Имес           | KO (удары)                               | IFL: Connecticut                          | 16 мая 2008      | 1     | 3:55  | Анкасвилл, США             | Защитил титул чемпиона IFL в тяжёлом весе.          |
| Победа    | 12-2   | Фабиану Шернер      | TKO (удары)                              | IFL: Las Vegas                            | 29 февраля 2008  | 1     | 3:20  | Лас-Вегас, США             | Защитил титул чемпиона IFL в тяжёлом весе.          |
| Победа    | 11-2   | Антуан Жауд         | KO (удары)                               | IFL: World Grand Prix Finals              | 29 декабря 2007  | 2     | 0:22  | Анкасвилл, США             | Завоевал титул чемпиона IFL в тяжёлом весе.         |
| Победа    | 10-2   | Брайан Ветелл       | TKO (удары)                              | IFL: World Grand Prix Semifinals          | 3 ноября 2007    | 3     | 1:01  | Чикаго, США                | Полуфинал IFL 2007 Heavyweight GP.                  |
| Победа    | 9-2    | Шэйн Отт            | Единогласное решение                     | IFL: Las Vegas                            | 16 июня 2007     | 3     | 4:00  | Лас-Вегас, США             |                                                     |
| Поражение | 8-2    | Бен Ротвелл         | Раздельное решение судей                 | IFL: Moline                               | 7 апреля 2007    | 3     | 4:00  | Молин, США                 |                                                     |
| Победа    | 8-1    | Марио Ринальди      | TKO (удары)                              | BodogFIGHT: Costa Rica Combat             | 17 февраля 2007  | 1     | 2:38  | Сан-Хосе, Коста-Рика       |                                                     |
| Победа    | 7-1    | Винс Лусеро         | TKO (удары)                              | International Fight League: Oakland       | 19 января 2007   | 1     | 1:55  | Окленд, США                |                                                     |
| Поражение | 6-1    | Джош Керрэн         | Единогласное решение                     | BodogFIGHT: Clash of Nations              | 16 декабря 2006  | 3     | 5:00  | Санкт-Петербург, Россия    |                                                     |
| Победа    | 6-0    | Джером Смит         | Удушающий приём (треугольник руками)     | FightForce: Butte Brawl 2                 | 22 июля 2006     | 1     | 4:13  | Бьютт, США                 |                                                     |
| Победа    | 5-0    | Джейсон Годси       | Удушающий приём (удушение сзади)         | FightForce: Butte Brawl 1                 | 6 мая 2006       | 1     | 4:42  | Бьютт, США                 |                                                     |
| Победа    | 4-0    | Майкл Бачкович      | Удушающий приём (удушение сзади)         | World Extreme Fighting 17                 | 1 апреля 2006    | 1     | 0:56  | Лас-Вегас, США             |                                                     |
| Победа    | 3-0    | Рей Серэйл          | Сдача (удары)                            | PXC 3: Return of the Enforcer             | 28 августа 2004  | 2     | 3:41  | Мангилао, Гуам             |                                                     |
| Победа    | 2-0    | Джерри Врбэнович    | Раздельное решение судей                 | Rage on the River                         | 17 апреля 2004   | 3     | 3:00  | Реддинг, США               | Финал Rage on the River Heavyweight Tournament.     |
| Победа    | 1-0    | Бо Кантрелл         | Болевой приём на локоть (хаммерлок)      | Rage on the River                         | 17 апреля 2004   | 3     | 2:52  | Реддинг, США               | Полуфинал Rage on the River Heavyweight Tournament. |

### Mixed martial arts exhibition record
| Боёв 3   | Побед 3 | Поражений 0 |
| -------- | ------- | ----------- |
| Нокаутом | 2       | 0           |
| Сдачей   | 0       | 0           |
| Решением | 1       | 0           |

| Результат | Рекорд | Соперник        | Способ             | Турнир                             | Дата         | Раунд | Время | Место          | Примечание           |
| --------- | ------ | --------------- | ------------------ | ---------------------------------- | ------------ | ----- | ----- | -------------- | -------------------- |
| Победа    | 3-0    | Джеймс Максвини | TKO (удары)        | The Ultimate Fighter: Heavyweights |              | 1     | 4:13  | Лас-Вегас, США | Полуфинал.           |
| Победа    | 2-0    | Джастин Рен     | Решение большинств | The Ultimate Fighter: Heavyweights |              | 2     | 5:00  | Лас-Вегас, США | Четвертьфинал.       |
| Победа    | 1-0    | Кимбо Слайс     | TKO (удары)        | The Ultimate Fighter: Heavyweights | 10 июня 2009 | 2     | 2:01  | Лас-Вегас, США | Предварительный бой. |

## Прочие факты
В 2016 году Нельсон снялся в телефильме «Акулий торнадо 4: Пробуждение», где исполнил роль папарацци.